# Ха Нам
Ха Нам (на виетнамски: Hà Nam) (буквално: Южно от Ханой) е виетнамска провинция разположена в регион Донг Банг Сонг Хонг. Намира се в северната част на страната, южно от столицата Ханой, откъдето идва и името на провинцията. Населението е 805 700 жители (по приблизителна оценка за юли 2017 г.).

## Административно деление
Ха Нам се дели на един град (Фу Ли) и пет поделения:
- Бин Лук
- Дуи Тиен
- Ким Банг
- Ли Нхан
- Тхан Лием